# Joseph Fitte
Joseph Fitte, né le 30 mars 1845 à Vic-en-Bigorre (Hautes-Pyrénées) et décédé le 11 janvier 1915 à Bordeaux (Gironde), est un homme politique français.

## Biographie
Vétérinaire, puis banquier, il est maire de Vic-en-Bigorre, conseiller général et député des Hautes-Pyrénées, de 1902 à 1915, siégeant sur les bancs radicaux.

### Sources
- « Joseph Fitte », dans le Dictionnaire des parlementaires français (1889-1940), sous la direction de Jean Jolly, PUF, 1960 [détail de l’édition]